# Церковь Святого Франциска (Рига)
Церковь Святого Франциска (латыш. Svētā Franciska Romas katoļu baznīca) — католическая церковь в Риге (Латвия), расположенная в Латгальском предместье по адресу улица Католю, 16. Один из трёх рижских храмов, имеющих два шпиля.

## История
Построена в XIX веке на месте католического кладбища (парк Миера) из красного кирпича в неоготическом стиле с северофранцузской планировкой. Церковь Святого Франциска имеет три нефа, в каждом из которых — три арки. Освящение состоялось в 1892 году. Во время Второй мировой войны (в 1944 году) погибла часть витражей храма. В 1960-е годы церковь Святого Франциска была отреставрирована, в частности, была восстановлена стенная роспись 1900 года — копия фресок Джотто в базилике Святого Франциска в Ассизи. Тогда же в одном из боковых алтарей установлено изображение Иоанна Крестителя работы Якоба Миттенлейтера (1795). Изображение Девы Марии написал Войцех Герсон. 
Церковь Святого Франциска дольше других храмов Риги сохраняла традицию звонить в колокола три раза в день, однако горожане, которых будил утренний колокольный звон, настояли на том, чтобы рассветные звоны прекратились.